# Cèl·lula de Langerhans

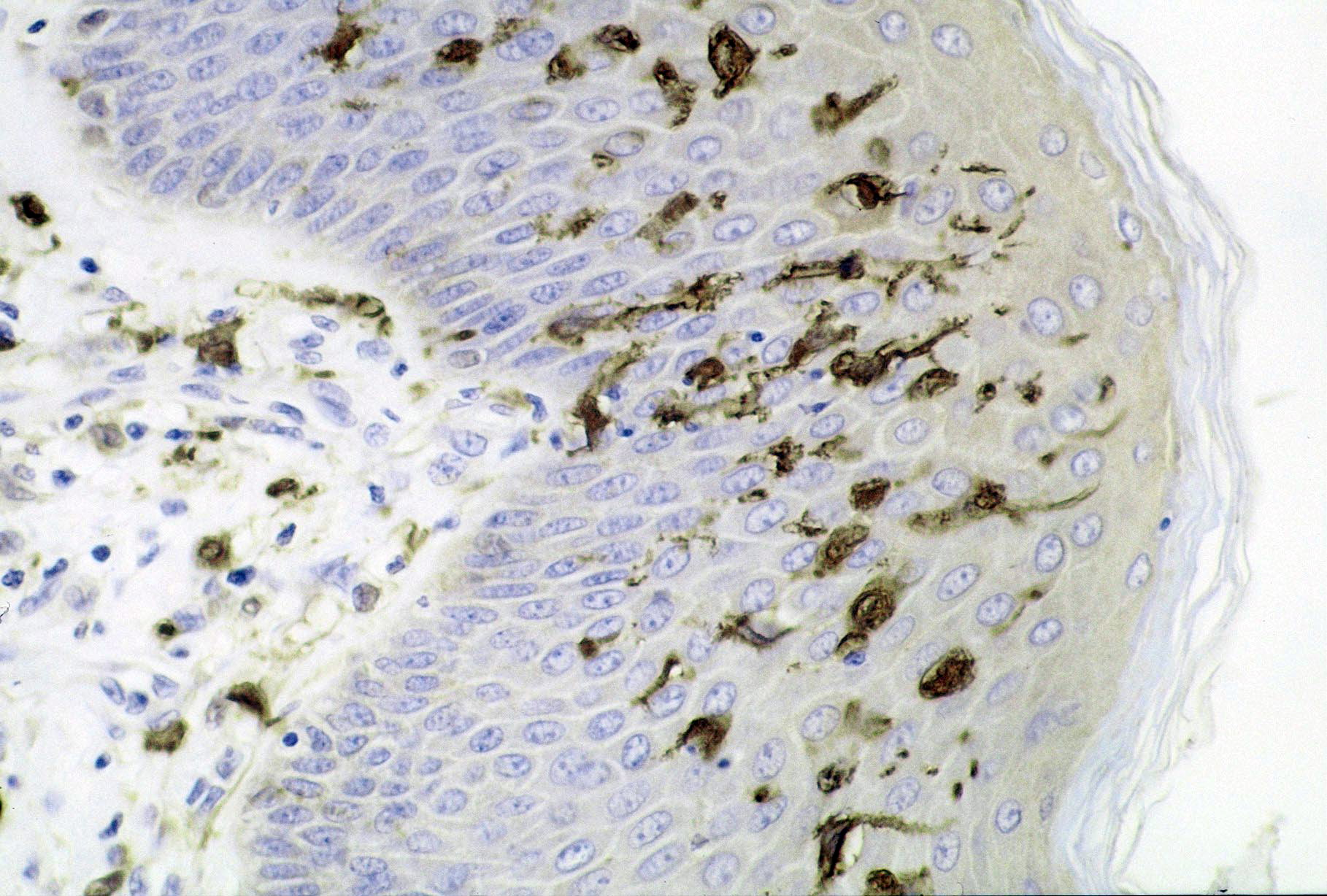
Secció de pell amb un nombre elevat de cèl·lules de Langerhans a l'epidermis.

Les cèl·lules de Langerhans, descrites per primera vegada pel patòleg alemany Paul Langerhans l'any 1868, són cèl·lules dendrítiques, abundants a la zona suprabasal de l'epidermis, presents en la còrnia perifèrica i en la conjuntiva oculars i encarregades de la presentació d'antígens; en les quals hi ha uns grans grànuls anomenats grànuls de Birbeck formats per l'activitat inductora del receptor transmembrana langerina. Fins a mitjans de la dècada de 1960 no va ser identificat el seu paper en la resposta immunitària innata contra la radiació ultraviolada, microorganismes patògens o substàncies químiques nocives. Anys més tard, fou descoberta la particular funció defensiva exercida per aquestes cèl·lules davant determinades infeccions víriques i bacterianes. S'originen en el moll d'os, el factor de creixement transformant beta-1 és el principal regulador de la seva proliferació i en estat estacionari o inactiu tenen la capacitat d'autoregenerar-se amb independència de l'hematopoesi normal. Les cèl·lules de Langerhans primordials adultes deriven principalment dels monòcits creats pel fetge fetal i, en menor mesura, dels macròfags primitius procedents del sac vitel·lí extraembrionari.
Són cèl·lules arrodonides, amb un nucli dens excèntric de forma dentada, abundant citoplasma PAS-positiu lleugerament eosinòfil i prolongacions llargues i primes. Mostren positivitat immunohistoquímica al cúmul de diferenciació CD1a i negativitat a la macrosialina, una característica que permet distinguir-les dels macròfags. L'exposició crònica a la radiació solar pot alterar les seves funcions i afavorir la carcinogènesi epidèrmica. Normalment les cèl·lules de Langerhans es troben a la pell i als ganglis limfàtics, però en cas d'histiocitosi se les pot trobar també en altres òrgans, con ara els pulmons, el cor, els ossos, el tracte gastrointestinal, els genitals femenins, l'ull, el fetge, la glàndula tiroide, el tim o el cervell. Estan involucrades en la patogènesi del càncer bucal escatós, del timoma ectòpic amb estroma limfoide, del càncer de pell no melanocític, del carcinoma laríngic de cèl·lules escatoses, del limfoma cutani de cèl·lules T (micosi fungoide), d'alguns tipus de colesteatoma, de la psoriasi, de la granulomatosi pulmonar homònima, del granuloma eosinofílic solitari ulnar, del granuloma eosinofílic orbitari, de la disgènesia reticular (una malaltia congènita i hereditària autosòmica recessiva que afecta la immunitat i que és una de les causes d'immunodeficiència combinada greu), de certs casos de malaltia periodontal i d'hematopoesi extramedul·lar cutània neonatal, de la dermatitis crònica, de la dermatitis de contacte al·lèrgica, del queratoacantoma, de l'estomatitis aftosa recurrent, de determinats fibromes odontogènics del liquen esclerós vulvar, del liquen pla oral i cutani, de certs histiocitomes fibrosos malignes secundaris, de la leucèmia limfoblàstica aguda en alguns individus i de les malalties de Hashimoto-Pritzker, de Hand-Schüller-Christian o de Letterer–Siwe. Rarament, un quadre d'asma incontrolada és la primera manifestació de la histiocitosi de cèl·lules de Langerhans.
En un individu sa representen entre un dos i un quatre per cent de la població cel·lular epidèrmica i la seva densitat, depenent de la zona corporal on es trobin ubicades, oscil·la entre les dues-centes i mil cel·lules/mm2. Amb l'edat, el seu nombre i funcionalitat immunitària disminueixen, fent la pell més procliu a patir infeccions i/o al desenvolupament de lesions neoproliferatives de gravetat diversa. Algunes d'elles, molt singulars, són la variant no calcificada i rica en cèl·lules de Langerhans del tumor odontogènic epitelial calcificant i la neoplàsia nodal de cèl·lules de Langerhans. El sarcoma homònim és una neoplàsia maligna agressiva i poc habitual, que de vegades es desenvolupa a partir d'una histiocitosi prèvia d'aquest determinat tipus cel·lular. Pot ser localitzat o multifocal. Excepcionalment, el tumor infiltra l'interior de l'ull o apareix a un gangli limfàtic axil·lar, a la bufeta urinària o a l'arrel de la llengua. Les lesions cutànies produïdes per aquest tipus de sarcoma responen bé i de manera duradora al tractament radioteràpic. El carcinoma broncogènic associat a la histiocitosi X pulmonar és una malaltia inusual de lenta progressió que afecta predominantment a adults fumadors.